# Спознаја
Спознаја или когниција је схватање стварности које се заснива на човековом искуству и мишљењу. Когниција укључује сваки ментални процес који се може описати као искуство сазнања, опажања, препознавања, расуђивања и закључивања. Разликује се од искуства осећања или жељења. Као појам, односи се на мозак и на ум. Питања о природи когниције и веза између спознаје умом и спољашњег света, била су предмет дебате међу филозофима још од Антике. Когниција и развој различитих когнитивних теорија, такође су биле предмет многих дебата и интерпретација. Суштина когниције је расуђивање, које се дешава када се одређени објекат препознаје као различит од других објеката и означава одређеним концептом или концептима. Психолози се баве анализом когнитивних процеса који утичу на учење и понашање.
Когнитивни процеси се анализирају из различитих перспектива у различитим контекстима, посебно у областима лингвистике, анестезије, неуронауке, психијатрије, психологије, образовања, филозофије, антропологије, биологије, систематике, логике и рачунарства. Ови и други различити приступи анализи когниције синтетишу се у развијајућем пољу когнитивних наука, прогресивно аутономној академској дисциплини.
Постоје два шира приступа истраживања у савременој когнитивној теорији. Први се оснује на делу швајцарског физиолога Жана Пијажеа, који је гледао на когнитивну адаптацију кроз оквире два основна процеса: асимилације и акомодације. Асимилација је процес тумачења стварности у оквирима унутрашњег модела света личности (модела који се оснује на претходном искуству); акомодација подразумева промене у том моделу као резултат усклађивања са животним искуством. Амерички психолог Џером Симор Брунер, је проширио концепт Пијажеа предлажући да на когнитивни процес утичу три начина преко којих представљамо свет који нас окружује. То су: проактивни начин који укључује представљање нечега акцијом или демонстрирањем; иконографски начин преко визуелних и менталних слика; и симболички начин, односно преко језика и говора.
Други је, тзв., информационо-процесни приступ где се поступак учења и размишљања представља преко поређења ума са сложеним рачунарским системом, пројектованим за прикупљање, обрађивање, чување и коришћење информација, као што то раде рачунари уз помоћ различитих рачунарских програма. Роберт Стернберг, амерички психолог, испитивао је информационо-процесне процедуре које користе људи за решавање проблема преко тестова интелигенције. Херберт Сајмон, амерички социолог, покушао је да схвати начин на који ум процесира информације, програмирајући рачунаре да имитирају процесе учења. Истраживачи у овој области теже да развију уједињену теорију когниције, покушајима да створе рачунарски програм који ће бити оспособљен за учење, решавање проблема и памтити на начин на који то раде људска бића, што је такође интересовање научника у области вештачке интелигенције.

## У филозофији
Питања о природи сазнања и веза између спознаје умом и спољашњег света, су предмет дебате међу филозофима још од антике. Сазнање и развој различитих теорија сазнања, такође су предмет многих дебата и интерпретација.

### Августин
Према Августину, човек може сумњати у све, али је бар сигуран у своје постојање. Ако сумња у постојање других предмета и постојање бога, чињеница његове сумње показује да он сам постоји, јер у противном не би могао сумњати.‍:стр. 61 Осим да постоји, човеку је очигледно и да је жив. Дакле, он јасно зна чињеницу свог постојања и чињеницу свог живота. Према томе, човек је сигуран у три ствари: да постоји, да живи и да зна. Био он у сну или будан, он живи. Августин закључује да скептик може "брбљати" о чулима и начину на који нас варају, али не може оповргнути оно сигурно знање које дух има без посредовања чула.‍:стр. 61
Што се тиче чула, Августин напомиње да она веома много додају нашем знању:
Далеко било да сумњамо у истинитост онога што смо научили телесним чулима; преко њих смо научили како да сазнамо небо и земљу.‍:стр. 61— Августин
Августин сматра да најнижи степен сазнања јесте осећај, који је заједнички људима и животињама, а највиши, својствен човеку, контемплација о вечним истинама у којој учествује само дух, без посредовања осета.‍:стр. 64 Док су осети приватни, у смислу да неком може изгледати хладно што је другом топло, математичке истине су свима заједничке и апсолутне.‍:стр. 66

### Јован Скот Ериугена
За Јована Скота Еријугену, сви предмети поимања или чула јесу „појава оног непојавног, испољење скривеног, афирмација негираног, поимање непојмљивог, говор о неизрецивом, прилажење неприступачном, разумевање несхватљивог, тело нетелесног, суштина надсуштног, облик безобличног”.‍:стр. 127 Као што невидљив људски дух постаје видљив и јасан речима, писмом, гестама, тако се и невидљив бог открива у природи.‍:стр. 127

### Тома Аквински
Тома Аквински сматра да чула увек опажају појединачни предмет. Међутим, људско интелектуално сазнање јесте сазнање општег: човек апрехендира форму предмета у апстракцији; он апрехендира универзалију. Преко осета можемо апрехендирати само посебног човека или људе или дрвеће. За прелазак с осетног и посебног на интелектуално сазнање потребна је делатност душе, јер појам се не може створити пасивно. Активни разум је делатан, он апстрахује универзалан елемент из партикуларних елемената чулне слике.‍:стр. 385
Апстраховати значи интелектуално изоловати универзалију од појединачних обележја. Тако разум апстрахује универзалну суштину из посебних чулних слика одбацујући сва посебна обележја. Важно је схватити да апстрактан појам није предмет већ средство сазнања. Људски разум не садржи никакве урођене идеје него је потенцијалан прималац појмова.‍:стр. 386 Према Томи Аквинском, људски дух је изворно у стању да сазнаје (да апстрахује и да ствара идеје), али он нема урођене идеје.‍:стр. 387 Извор сазнања за дух јесте чулно опажање.‍:стр. 388

### Беркли
Џорџ Беркли, попут других филозофа, увиђа да нам чула дају знање једино о нашим осећајима, идејама или опажајима, али нас не обавештавају о постојању неопажених ствари изван свести. Дакле, да ако имамо икакво знање о спољним стварима њега нам мора дати разум. Али, за разлику од других филозофа, Беркли не види разлог да верујемо у постојање тела изван свести. Јер, не постоји нека нужна веза између претпоставке спољних тела и наших идеја.‍:стр. 48 – 50 Оно што се дешава у сновима, бунилу и слично, неоспорно потврђује да је могуће да будемо афицирани идејама без икаквих спољашњих тела.‍:стр. 48–50
Беркли примећује да неке идеје можемо да изазовемо по својој вољи, а неке не. То јест, идеје које чула стварно опажају не зависе од наше воље, јер њих производи „нека друга воља или дух”. Чулне идеје су јаче, живље и разговетније од идеја маште. Оне, такође, поседују постојаност, ред и повезаност и нису изазване насумце, као што је често случај са оним које су последица људске воље, већ у правилним низовима или серијама, „чији изванредан спој довољно сведочи о мудрости и благонаклоности њиховог творца”.‍:стр. 55 Одређена правила која свест од које човек зависи изазива у њему су чулне идеје и називају се закони природе; она се сазнају искуством, које учи човека да су такве и такве идеје праћене таквим и таквим другим идејама у уобичајеном току ствари.‍:стр. 55
Према Берклију, идеје које Творац природе утискује у чула називају се реалним стварима, а идеје изазване у машти се називају идејама или сликама ствари које оне копирају и представљају.‍:стр. 56 На тај начин, све што видимо, осећамо, чујемо или на ма који начин разумемо, остаје исто тако сигурно и стварно као што је било.‍:стр. 58 Дакле, Беркли не побија реално постојање опажених ствари, већ побија постојање материје.‍:стр. 58

### Лајбниц
Према Лајбницу, људи делују као неразумне животиње све док се редослед њихових перцепција ствара само по принципу памћења. Слично искуственим лекарима, који поседују просту праксу без теорије. Он каже, у три четвртине наших деловања ми смо само такви емпиричари. На пример, када тврдимо, да ће сутра опет бити дан, ми то закључујемо емпиријски, јер је то тако увек досада био случај. Само астрономи то просуђују по разуму.
По њему, само спознаја нужних и вечних истина јесте оно што нас разликује од обичних животиња, и она нам даје ум и знање, уздижући нас до спознаје нас самих и Бога. И то је оно, жто се у нама зове умна душа или дух.

### Хјум
Хјум подсећа да се филозофи слажу да ништа никад није присутно у уму сем опажаја и представа, те да спољашње предмете сазнајемо само преко представа које они изазивају.‍:стр. 71 Према Хјуму, геометрија, иако не достиже савршену тачност и извесност које су својствене аритметици и алгебри, ипак надмашује несавршене судове наших чула и уобразиље. Њен главни недостатак је што њени првобитни принципи потичу само од изгледа.‍:стр. 74 Што се тиче утисака који долазе преко чула, њихов први узрок не може се објаснити, нити пресудити долазе ли они непосредно од предмета или их производи стваралачка моћ ума или потичу од творца. Но, и поред тога, можемо изводити закључке из логичне доследности наших опажаја, било да они представљају природу или да су просте варке чула.‍:стр. 85 Једини однос предмета који нас може одвести даље од непосредних утисака памћења и чула, јесте однос узрока и последице, зато што је то једини однос на којем можемо основати исправно закључивање од једног предмета ка другоме.‍:стр. 86

### Кант
Према Канту, наше сазнање происходи из два основна извора: први је примање представа односно утисака, а други је способност да се помоћу тих представа сазна неки предмет. Дакле, опажаји и појмови чине елементе свег нашег сазнања.‍:стр. 88 Кант закључује да све наше сазнање почиње са искуством:
Да све наше сазнање почиње са искуством, у то се не може сумњати; јер шта би иначе могло да побуди моћ сазнања на упражњавање своје функције, ако то не би чинили предмети који драже наша чула, те делимично сами собом производе представе делимично пак покрећу функцију нашега разума да ове представе упоређује, да их спаја и раздваја, те да тако сирови материјал чулних утисака преради у такво сазнање предмета које се зове искуство? Дакле, у погледу времена ниједно сазнање у нама не претходи искуству, и са искуством почиње свако сазнање.‍:стр. 37— Имануел Кант
Но, иако сазнање почиње са искуством, не потиче све сазнање из искуства. Он закључује да постоји и сазнање независно од искуства, па чак и од чулних утисака. Такво сазнање назива а приори, насупрот искуственом које назива а постериори.‍:стр. 37 Према Канту, искуство нас учи да је нешто овако или онако, али не да оно не може бити друкчије. Према томе, став о некој нужности је а приори суд.‍:стр. 38 Ако се један суд замишља у строгој општости, онда он није изведен из искуства него из разума. Као пример чистих судова а приори, Кант указује на све ставове математике. Такође, Кант сматра да појам узрочности не може бити изведен само из искуства.‍:стр. 39
Кант тврди да у нашем сазнању постоје чисти принципи а приори, који су нужни за саму могућност искуства.‍:стр. 40 Принципи сазнања а приори су две форме чулног опажања, простор и време.‍:стр. 63

## У психологији
Психолози се баве анализом когнитивних процеса који утичу на учење и понашање. Постоје два шира приступа истраживања у савременој когнитивној теорији.
Први се базира на делу швајцарског физиолога Жана Пијажеа, који је гледао на когнитивну адаптацију кроз оквире два основна процеса: асимилације и акомодације. Асимилација је процес интерпретације стварности у оквирима интерног модела света индивидуе (модела који се базира на претходном искуству); акомодација подразумева промене у том моделу као резултат усклађивања са животним искуством. Амерички психолог Џером Сејмур Брунер, је проширио концепт Пијажеа сугеришући да на когнитивни процес утичу три начина преко којих представљамо свет који нас окружује. То су: проактивни начин који укључује представљање нечега акцијом или демонстрирањем; иконографски начин преко визуелних и менталних слика; и симболички начин, односно преко језика и говора.
Други је, тзв., информационо-процесни приступ где се процес учења и размишљања представља преко поређења ума са софистицираним рачунарским системом, пројектованим за прикупљање, процесовање, чување и коришћење информација, као што то раде рачунари уз помоћ различитих рачунарских програма. Роберт Стернберг, амерички психолог, испитивао је информационо-процесне процедуре које користе људи за решавање проблема преко тестова интелигенције. Херберт Сајмон, амерички социолог, покушао је да схвати начин на који ум процесира информације, програмирајући рачунаре да имитирају процесе учења. Истраживачи у овој области теже да развију уједињену теорију когниције, покушајима да створе рачунарски програм који ће бити оспособљен за учење, решавање проблема и памтити на начин на који то раде људска бића, што је такође интересовање научника у области вештачке интелигенције.